# Касс, Пегги
Пегги Касс (англ. Peggy Cass, 21 мая 1924 — 8 марта 1999) — американская актриса и телеведущая.

## Биография
Пегги Касс родилась в Бостоне. Желание стать актрисой у неё появилось во время учёбы в средней школе, где она состояла в драматическом клубе. После окончания школы в начале 1940-х годов, Пегги Касс долго не могла найти себе работу в качестве актрисы, но в итоге всё же добилась того, что её взяли на роль в дорожной постановке «Рождённый вчера».
В 1949 году Касс дебютировала на Бродвее. В 1957 году она исполнила одну из самых своих знаменитых ролей — Агнес Гуч в пьесе «Тетушка Мейм», за которую она была удостоена премии «Тони». В следующем году она снялась в экранизации этой пьесы, роль в которой принесла ей номинации на премии «Оскар» и «Золотой глобус» как лучшей актрисе второго плана.
С началом 1960-х годов Пегги Касс в основном работала на телевидении. Она появилась в таких сериалах, как «Доктора», «Лодка любви», «Вегас» и некоторых других. В 1970-х годах она была одной из ведущих популярного шоу «Сегодня вечером».
В 1979 году она вышла замуж за Юджина Фини, с которым провела свою последующую жизнь. Пегги Касс умерла от паралича сердца 8 марта 1999 года в Нью-Йорке в возрасте 74 лет.

## Фильмография
| Год       |    | Русское название                                 | Оригинальное название                 | Роль                         |
| --------- | -- | ------------------------------------------------ | ------------------------------------- | ---------------------------- |
| 1950      | с  | —                                                | The Nash Airflyte Theater             | н/д                          |
| 1951      | с  | Люкс-видео театр                                 | Lux Video Theatre                     | Бетти                        |
| 1952      | ф  | Спасти брак                                      | The Marrying Kind                     | Эмили Банди                  |
| 1954      | с  | —                                                | Campbell Playhouse                    | н/д                          |
| 1958      | ф  | Тётушка Мейм                                     | Auntie Mame                           | Агнес Гуч                    |
| 1958—1959 | с  | Шоу Фила Сильверса                               | The Phil Silvers Show                 | Полли Портер / Дафни Сматерс |
| 1959      | с  | Альфред Хичкок представляет                      | Alfred Hitchcock Presents             | Рода Мазеруэлл               |
| 1961      | с  | Шоу Барбары Стэнвик                              | The Barbara Stanwyck Show             | медсестра Энни Бергнер       |
| 1961      | ф  | —                                                | Gidget Goes Hawaiian                  | Митзи Стюарт                 |
| 1961—1962 | с  | —                                                | The Hathaways                         | Элинор Хэтэуэй               |
| 1968      | с  | —                                                | That’s Life                           | н/д                          |
| 1969      | ф  | Если сегодня вторник, то это должна быть Бельгия | If It’s Tuesday, This Must Be Belgium | Эдна Фергюсон                |
| 1969      | ф  | Совершеннолетие                                  | Age of Consent                        | его жена                     |
| 1970      | ф  | —                                                | Paddy                                 | Айрини                       |
| 1972      | с  | Любовь по-американски                            | Love, American Style                  | миссис Бакстер               |
| 1978—1979 | с  | Доктора                                          | The Doctors                           | Суини                        |
| 1980      | с  | Вегас                                            | Vega$                                 | Дотти                        |
| 1980      | с  | Лодка любви                                      | The Love Boat                         | Фэй Пирмонт                  |
| 1980      | тф | —                                                | Cheaters                              | н/д                          |
| 1981      | мф | Рождественское золото лепрекона                  | The Leprechauns’ Christmas Gold       | Фэй                          |
| 1983      | с  | —                                                | Breakaway                             | ведущая                      |
| 1983      | с  | Отель                                            | Hotel                                 | Шейла                        |
| 1984      | с  | Сказки тёмной стороны                            | Tales from the Darkside               | Надин Терман                 |
| 1985      | с  | Специальные предложения на выходные              | ABC Weekend Specials                  | Большая Милли                |
| 1986      | с  | В поисках завтрашнего дня                        | Search for Tomorrow                   | Нелли Шейн                   |
| 1987      | с  | —                                                | Everything’s Relative                 | тётя Рода                    |
| 1987—1988 | с  | —                                                | Women in Prison                       | Ив Шипли                     |
| 1989      | с  | Монстры                                          | Monsters                              | Джун Эллерс                  |
| 1989      | с  | Папочка-майор                                    | Major Dad                             | Эстер Неттлтон               |
| 1991      | мф | —                                                | The Emperor’s New Clothes             | Мэнди                        |
| 1995      | тф | Зоя                                              | Zoya                                  | миссис Моллой                |
| 1997      | с  | Вспоминая радио WENN                             | Remember WENN                         | Эдна Свит                    |

## Награды и номинации
| Награда        | Год  | Категория                                      | Название работы | Результат |
| -------------- | ---- | ---------------------------------------------- | --------------- | --------- |
| Оскар          | 1959 | Лучшая женская роль второго плана              | Тётушка Мейм    | Номинация |
| Золотой глобус | 1959 | Лучшая женская роль второго плана в кинофильме | Тётушка Мейм    | Номинация |
| Тони           | 1957 | Лучшая женская роль второго плана в пьесе      | Тётушка Мейм    | Победа    |